# Pukánszkyné Kádár Jolán
Pukánszkyné Kádár Jolán (Temesvár, 1892. október 21. – Budapest, 1989. augusztus 11.) színháztörténész, az irodalomtudományok doktora (1983), Pukánszky Béla irodalomtörténész felesége.

## Életútja
1914-ben szerezte magyar–német–francia szakos diplomáját a Budapesti Tudományegyetemen, 1915–től 1920-ig középiskolai tanár volt, majd 1920 és 1938 között az Országos Széchényi Könyvtár, 1938-tól 1943-ig pedig az Országos Levéltár levéltárosa, később főlevéltárosa. Feladata a Nemzeti Színház levéltári anyagának rendezése volt. 1948–tól 1951-ig mint magántanár tanított a debreceni egyetemen. 1953-ban az irodalomtudományok kandidátusa lett, 1983-ban pedig doktora. Első munkája, a hazai színháztörténet egyik alapműve: A budai és pesti német színház története 1812-ig címmel 1914-ben jelent meg. 1923-ban ezt követte A pesti és budai német színház története 1812-1847. című könyve. A Nemzeti Színház százéves története című kétkötetes műve többéves levéltári kutatás eredményeként került kiadásra, ebben olyan anyag is fellelhető, amelynek eredetije az Országos Levéltár 1945-ös és 1956-os égésekor megsemmisült. A drámaíró Csokonai Vitéz Mihályról is írt egy könyvet, valamint lektorálta a Csokonai kritikai kiadás drámai kötetét. Szakcikkeit hazai és külföldi folyóiratok, évkönyvek és lexikonok közölték. 

## Művei
- A budai és pesti német színészet története 1812-ig (Budapest, 1914)
- A pesti és budai német színészet története 1812-1847 (Budapest, 1923)
- A magyar népszínmű bécsi gyökerei (Budapest, 1930)
- Geschichte des deutschen Theaters in Ungarn I. (München, 1933)
- Goethes Faust auf der ungarischen Bühne (Berlin-Leipzig, 1934)
- Nemzeti Színházunk és a közvélemény a XIX. században (Budapest, 1934)
- A Nemzeti Színház százéves története I–II. (1938–1940)
- Német és osztrák bábjáték (1955)
- A drámaíró Csokonai Vitéz Mihály (Budapest, 1956)
- A színfalak között (Hegedüs Gézával és Staud Gézával, Budapest, 1967)
- A Budai Népszínház története (Budapest, 1978)
- Iratok a Nemzeti Színház történetéhez (1988)